# VCard
vCard — текстовый формат для обмена электронными визитными карточками. Файл vCard состоит из записей типа vCard, каждая из которых содержит информацию одной визитной карточки. Запись vCard может содержать имя, адрес, номера телефонов, URL сайта, логотип, фотографию и другую информацию.
Обычно файл vCard имеет расширение .vcf (Virtual Contact File), тип MIME text/vcard.
Формат vCard или Versitcard, как его называют англоговорящие пользователи, разработан в 1995 консорциумом Versit, в который вошли Apple Computer, AT&T (позднее Lucent Technologies), IBM и Siemens. В декабре 1996 все права на формат перешли к Internet Mail Consortium.
Версия 2.1 получила поддержку в большинстве почтовых клиентов. Версия 3.0 описана в RFC 2425 и RFC 2426.

## Пример
```
BEGIN:VCARD
VERSION:3.0
FN:к.м.н., пр. Кожокарь Денис Григорьевич
N:Пупкин;Василий;Иванович;пр.,к.м.н.
ORG:Рога и Копыта
URL:
http://ru.wikipedia.org/Денис_Кожокарь

EMAIL;TYPE=INTERNET:Denis.Kojokar@example.com
END:VCARD
```

## Формат
Формат vCard, описанный в RFC 2426, является расширением формата MIME-DIR, описанного в RFC 2425.
Согласно RFC 2425, данные MIME-DIR представляют собой текст, состоящий из строк вида <тип атрибута>:<значение атрибута>. Тип атрибута может включать в себя параметры со сведениями о языке, кодировке и прочей служебной информацией. Значение атрибута представляется в том или ином формате значения.
Возможна произвольная группировка атрибутов, например атрибуты можно объединить в группы HOME (дом) и WORK (работа). При этом название группы вписывается перед названием типа каждого атрибута, отделяясь от него точкой. Группа либо игнорируется читающим приложением, либо приводит к отображению атрибутов, помеченных одинаковой группой, рядом друг с другом. Иного использования таких групп формат vCard не предполагает.
В дополнение к определяемым для MIME-DIR форматам значений атрибутов uri, date, date-time и float, для vCard вводятся форматы binary, phone-number, utc-offset и vcard. Так же, в дополнение к параметрам значений ENCODING, VALUE, CHARSET, LANGUAGE и CONTEXT добавляется параметр TYPE, позволяющий уточнить смысл атрибутов некоторых типов. Служебные символы, такие как запятые, точки с запятой, переносы строк и т. п. в значениях должны быть предварены знаком \. Строки длиной более 75 знаков особым образом разрываются при сохранении или передаче файла, и должны быть развёрнуты обратно для интерпретации.
В рамках одного файла может быть одна или несколько визиток, каждая из которых начинается со строки с атрибутом BEGIN:VCARD и заканчивается строкой с атрибутом END:VCARD. Между этих строк располагают строки атрибутов vCard, среди которых атрибуты типов VERSION, FN и N должны присутствовать обязательно.

### Типы атрибутов
В дополнение к определяемым в RFC 2425 типам атрибутов BEGIN, END, SOURCE, NAME и PROFILE, для формата vCard в RFC 2426 определяются следующие типы атрибутов: FN, N, NICKNAME, PHOTO, BDAY, ADR, LABEL, TEL, EMAIL, MAILER, TZ, GEO, TITLE, ROLE, LOGO, AGENT, ORG, CATEGORIES, NOTE, PRODID, REV, SORT-STRING, SOUND, URL, UID, VERSION, CLASS, KEY .
Далее таблица для версии 3.0(актуальным на данный момент является версия 4.0):
| Название    | Описание                                 | Семантика | Пример |
| ----------- | ---------------------------------------- | --- | --- |
| VERSION     | Версия                                   | Версия Спецификации vCard. Должен идти сразу после BEGIN | VERSION:3.0 |
| FN          | Formatted Name                           | Полное имя в виде единой строки | FN:к.м.н., пр. Nikita0503 |
| N           | Имя                                      | Структурированное представление имени. Через точку с запятой должны быть перечислены значения в следующем порядке: фамилия; имя; отчество (дополнительные имена); префиксы; суффиксы. Каждое из значений может быть также множественным, тогда элементы должны разделяться запятой. Список не обязан быть полным, например отчество и префиксы можно не указывать. | N:Иванов;Иван;Иванович |
| NICKNAME    | Прозвище                                 | Прозвище (никнейм) объекта визитной карточки | NICKNAME:Nikita0503 |
| PHOTO       | Фото                                     | Изображение или фотография. Значение в формате binary | PHOTO;VALUE=uri:http://www.abc.com/pub/photos/jqpublic.gif PHOTO;ENCODING=b;TYPE=JPEG:MIICajCCAdOgAwIBAgICBEUwDQYJKoZIhvc NAQEEBQAwdzELMAkGA1UEBhMCVVMxLDAqBgNVBAoTI05ldHNjYXBlIENvbW11b mljYXRpb25zIENvcnBvcmF0aW9uMRwwGgYDVQQLExNJbmZvcm1hdGlvbiBTeXN0 <...remainder of "B" encoded binary data...>                          |
| BDAY        | Дата рождения                            | | BDAY:1970-12-31 BDAY:1970-12-31T23:10:00Z BDAY:1970-12-31T08:30:00-06:00 |
| ADR         | Delivery Address                         | Структурированное представление адреса. В значении через точку с запятой должны быть представлены компоненты адреса в следующем порядке: абонентский ящик; расширенный адрес; дом и улица; населённый пункт; регион (штат, область); почтовый индекс; страна. В отличие от атрибута N, в адресе должны быть все точки с запятой, даже если заполнены не все элементы. Множественные значения компонента могут быть разделены запятыми. Тип адреса может быть уточнён параметром TYPE, который может включать одно или несколько следующих значений: - dom — местный - intl — международный - postal — для писем - parcel — для посылок - home — место проживания - work — место работы - pref — предпочитаемый, если известно более одного адреса Также могут быть указаны и другие типы из зарегистрированных IANA, либо начинающиеся с «X-» По умолчанию считается, что TYPE=intl, postal, parcel, work | ADR;TYPE=dom,home,postal,parcel:;;123 Main Street;Any Town;CA;91921-1234;usa |
| LABEL       | Address Label                            | Полные имя и адрес получателя в виде единой строки, как они должны быть представлены на письме или посылке. Тип адреса может быть уточнён параметром TYPE так же, как и у атрибутов типа ADR. | LABEL;TYPE=dom, home, postal, parcel:Nikita0503\n 0000-1234 \n123 Main Street, at Any Town, CA |
| TEL         | Telephone                                | Телефонный номер в формате, определяемом стандартом X.500. Тип телефонного номера может быть уточнён параметром TYPE, который может включать одно или несколько следующих значений: - home — по месту проживания; - msg — поддерживает передачу голосовых сообщений - work — по месту работы - pref — предпочитаемый, если известно более одного телефона - voice — для голосового общения - fax — для передачи факсов - cell — сотовый - video — поддерживает видеоконференции - pager — для передачи сообщений на пейджер - bbs — обслуживает электронную доску объявлений - modem — по этому номеру работает модем - car — в автомобиле - isdn — предоставляет услуги ISDN - pcs — personal communication services Также могут быть указаны и другие типы из зарегистрированных IANA, либо начинающиеся с «X-» По умолчанию считается, что тип телефона — voice.                                       | TEL;TYPE=work, voice, pref, msg:+1-213-555-1234 |
| EMAIL       | Электронная почта                        | Тип адреса может быть уточнён параметром TYPE, который может включать одно или несколько следующих значений: - internet — адрес в формате интернета - x400 — адрес в формате X.400 - pref — предпочитаемый, если известно более одного адреса электронной почты Также могут быть указаны и другие типы из зарегистрированных IANA, либо начинающиеся с «X-» По умолчанию считается, что типа адреса электронной почты — internet | EMAIL;TYPE=INTERNET:vasya.pupkin@example.com |
| MAILER      | Email Program                            | Тип используемой почтовой программы, аналогично атрибуту X-Mailer из заголовков электронных писем. | MAILER:PigeonMail 2.1 |
| TZ          | Часовой пояс                             | | TZ:-05:00 TZ;VALUE=text:-05:00; EST; Raleigh/North Россия |
| GEO         | Координаты по схеме geo-URI              | Широта и долгота | GEO:93.657415,-122.082932 |
| TITLE       | Должность                                | | TITLE:Director\, Research and Development |
| ROLE        | Role or occupation                       | Должность, в соответствии со стандартом X.520 Business Category explanatory. Введена для того, чтобы можно было автоматически интерпретировать должность, невзирая на особенности написания названия должности в атрибуте TITLE. Некорректное использование данного атрибута не приветствуется. | ROLE:Programmer |
| LOGO        | Logo                                     | Логотип организации | LOGO;VALUE=uri:http://www.abc.com/pub/logos/abccorp.jpg LOGO;ENCODING=b;TYPE=JPEG:MIICajCCAdOgAwIBAgICBEUwDQYJKoZIhvcN AQEEBQAwdzELMAkGA1UEBhMCVVMxLDAqBgNVBAoTI05ldHNjYXBlIENvbW11bm ljYXRpb25zIENvcnBvcmF0aW9uMRwwGgYDVQQLExNJbmZvcm1hdGlvbiBTeXN0 <...the remainder of "B" encoded binary data...>                          |
| AGENT       | Agent                                    | Коллега (продюсер, секретарь, ассистент и т. п.). Значение типа vcard, представляющее собой такую же электронную визитку того человека, собранную в одну строку через \n | AGENT:BEGIN:VCARD\nFN:Susan Thomas\nTEL:+1-919-555-1234\nEMAIL\;INTERNET:sthomas@host.com\nEND:VCARD\n AGENT;VALUE=uri:CID:JQPUBLIC.part3.960129T083020.yihont2011@gmail.com |
| ORG         | Organization Name or Organizational unit | Название организации | ORG:ABC\, Inc.;North American Division;Marketing ORG:Рога и Копыта |
| CATEGORIES  | Category                                 | Перечень категорий, через запятую. | CATEGORIES:TRAVEL AGENT CATEGORIES:INTERNET,IETF,INDUSTRY,INFORMATION TECHNOLOGY |
| NOTE        | Note                                     | Дополнительная информация или комментарий | NOTE:This fax number is operational 0800 to 1715 EST\, Mon-Fri. |
| PRODID      | Product ID                               | Указание идентификатора продукта, который создал визитную карточку объекта. Разработчикам следует использовать такой метод, как установленный для формальных общественных идентификаторов (Formal Public Identifiers) в ISO 9070, чтобы гарантировать, что текстовое значение является уникальным. | PRODID:-//ONLINE DIRECTORY//NONSGML Version 1//EN |
| REV         | Last Revision                            | Комбинация даты и времени последнего обновления vCard | REV:1995-10-31T22:27:10Z REV:1997-11-15 |
| SORT-STRING | Sort String                              | Указывает фамилию или текст, который будет использоваться для национально-языковой сортировки FN и N типов. | FN:Rene van der Harten N:van der Harten;Rene;J.;Sir;R.D.O.N. SORT-STRING:Harten FN:Robert Pau Shou Chang N:Pau;Shou Chang;Robert SORT-STRING:Pau FN:Osamu Koura N:Koura;Osamu SORT-STRING:Koura FN:Oscar del Pozo N:del Pozo Triscon;Oscar SORT-STRING:Pozo FN:Chistine d'Aboville N:d'Aboville;Christine SORT-STRING:Aboville |
| SOUND       | Sound                                    | Цифровой звук, содержащий произношение имени визитной карточки, либо может содержать некоторые аспекты визитной карточки. Значение в формате binary. | SOUND;TYPE=BASIC;VALUE=uri:CID:JOHNQPUBLIC.part8.19960229T080000.yihont2011@gmail.com SOUND;TYPE=BASIC;ENCODING=b:MIICajCCAdOgAwIBAgICBEUwDQ... <...the remainder of "B" encoded binary data...> |
| UID         | Unique Identifier                        | Глобальный уникальный идентификатор соответствующего лица или ресурса, связанного с визитной карточкой. | UID:19950401-080045-40000F192713-0052 |
| URL         | URL                                      | URL (адрес сайта) | URL:http://ru.wikipedia.org/Nikita0503 |
| CLASS       | Access Classification                    | Указывает доступ классификации визитной карточки объекта | CLASS:PUBLIC CLASS:PRIVATE CLASS:CONFIDENTIAL |
| KEY         | Public Key                               | Указывает открытый ключ, связанный с объектом визитной карточки | KEY;ENCODING=b:MIICajCCAdOgAwIBAgICBEUwDQYJKoZIhvcN... |

### Расширения vCard
vCard поддерживает частные расширения с префиксом «X-». Некоторое их число находится в общем использовании.
Некоторые из них:
| Расширение                                                        | Используется как            | Данные     | Семантика |
| ----------------------------------------------------------------- | --------------------------- | ---------- | --- |
| Расширения, поддерживаемые большим числом различных программ      |                             |            | |
| X-ABUID                                                           | свойство                    | строка     | Apple Address Book UUID                                                                                       |
| X-ANNIVERSARY                                                     | свойство                    | YYYY-MM-DD | любая годовщина, в дополнение к BDAY = День рождения                                                          |
| X-ASSISTANT                                                       | свойство                    | строка     | имя ассистента (вместо Agent)                                                                                 |
| X-MANAGER                                                         | свойство                    | строка     | имя управляющего                                                                                              |
| X-SPOUSE                                                          | свойство                    | строка     | имя супруга                                                                                                   |
| X-AIM X-ICQ X-JABBER X-MSN X-SKYPE X-YAHOO X-GADUGADU X-GROUPWISE | свойство                    | строка     | контактная информация службы мгновенных сообщений (IM); параметр TYPE как для TEL (например, WORK/HOME/OTHER) |
| X-MS-IMADDRESS                                                    | свойство                    | строка     | контактная информация службы мгновенных сообщений (IM); параметр используется программой Microsoft Outlook    |
| X-MS-CARDPICTURE                                                  | свойство                    | строка     | То же самое, что и параметр PHOTO или LOGO. параметр используется программой Microsoft Outlook                |
| X-PHONETIC-FIRST-NAME, X-PHONETIC-LAST-NAME                       | свойство                    | строка     | Фонетическая запись имени и фамилии; используется в операционных системах Android и IOS.                      |
| Внедрённые и используемые Mozilla, также используемые Evolution   |                             |            | |
| X-MOZILLA-HTML                                                    | свойство                    | TRUE/FALSE | почтовый адресат желает принимать письма в HTML-формате?                                                      |
| Внедрённые и используемые Evolution                               |                             |            | |
| X-EVOLUTION-ANNIVERSARY                                           | свойство                    | YYYY-MM-DD | любая годовщина, в дополнение к BDAY = День рождения                                                          |
| X-EVOLUTION-ASSISTANT                                             | свойство                    | строка     | имя ассистента (вместо Agent)                                                                                 |
| X-EVOLUTION-BLOG-URL                                              | свойство                    | строка/URL | URL блога |
| X-EVOLUTION-FILE-AS                                               | свойство                    | строка     | файл под другим именем (в дополнение к N = компоненты имени и FN = полное имя)                                |
| X-EVOLUTION-MANAGER                                               | свойство                    | строка     | имя управляющего                                                                                              |
| X-EVOLUTION-SPOUSE                                                | свойство                    | строка     | имя супруга                                                                                                   |
| X-EVOLUTION-VIDEO-URL                                             | свойство                    | строка/URL | адрес видео-чата                                                                                              |
| X-EVOLUTION-CALLBACK                                              | значение параметра TEL TYPE | -          | телефонный номер для обратной связи                                                                           |
| X-EVOLUTION-RADIO                                                 | значение параметра TEL TYPE | -          | контактная информация радио                                                                                   |
| X-EVOLUTION-TELEX                                                 | значение параметра TEL TYPE | -          | контактная информация Telex                                                                                   |
| X-EVOLUTION-TTYTDD                                                | значение параметра TEL TYPE | -          | контактная информация TTY (телетайп)                                                                          |
| Внедрённые и используемые Funambol                                |                             |            | |
| X-FUNAMBOL-ANNIVERSARY                                            |                             |            | |
| X-FUNAMBOL-BILLINGINFO                                            |                             |            | |
| X-FUNAMBOL-CALLBACK                                               |                             |            | телефонный номер для обратной связи                                                                           |
| X-FUNAMBOL-CHILDREN                                               |                             |            | |
| X-FUNAMBOL-COMPANIES                                              |                             |            | |
| X-FUNAMBOL-CUSTOMERID                                             |                             |            | |
| X-FUNAMBOL-FOLDER                                                 |                             |            | |
| X-FUNAMBOL-GENDER                                                 |                             |            | |
| X-FUNAMBOL-GOVERNMENTID                                           |                             |            | |
| X-FUNAMBOL-HOBBIES                                                |                             |            | |
| X-FUNAMBOL-INSTANTMESSENGER                                       |                             |            | одиночный адрес службы мгновенных сообщений (как у Microsoft Outlook)                                         |
| X-FUNAMBOL-INITIALS                                               |                             |            | |
| X-FUNAMBOL-LANGUAGES                                              |                             |            | |
| X-FUNAMBOL-MANAGER                                                |                             |            | |
| X-FUNAMBOL-MILEAGE                                                |                             |            | |
| X-FUNAMBOL-ORGANIZATIONALID                                       |                             |            | |
| X-FUNAMBOL-RADIO                                                  |                             |            | |
| X-FUNAMBOL-SPOUSE                                                 |                             |            | |
| X-FUNAMBOL-SUBJECT                                                |                             |            | |
| X-FUNAMBOL-TELEX                                                  |                             |            | |
| X-FUNAMBOL-YOMICOMPANYNAME                                        |                             |            | |
| X-FUNAMBOL-YOMIFIRSTNAME                                          |                             |            | |
| X-FUNAMBOL-YOMILASTNAME                                           |                             |            | |
| Внедрённые и используемые WebMoney                                |                             |            | |
| X-WEBMONEY-ID                                                     | свойство                    | число      | Уникальная 12-ти значная цифровая последовательность, которая является адресом участника в системе WebMoney   |